# 야빈 4

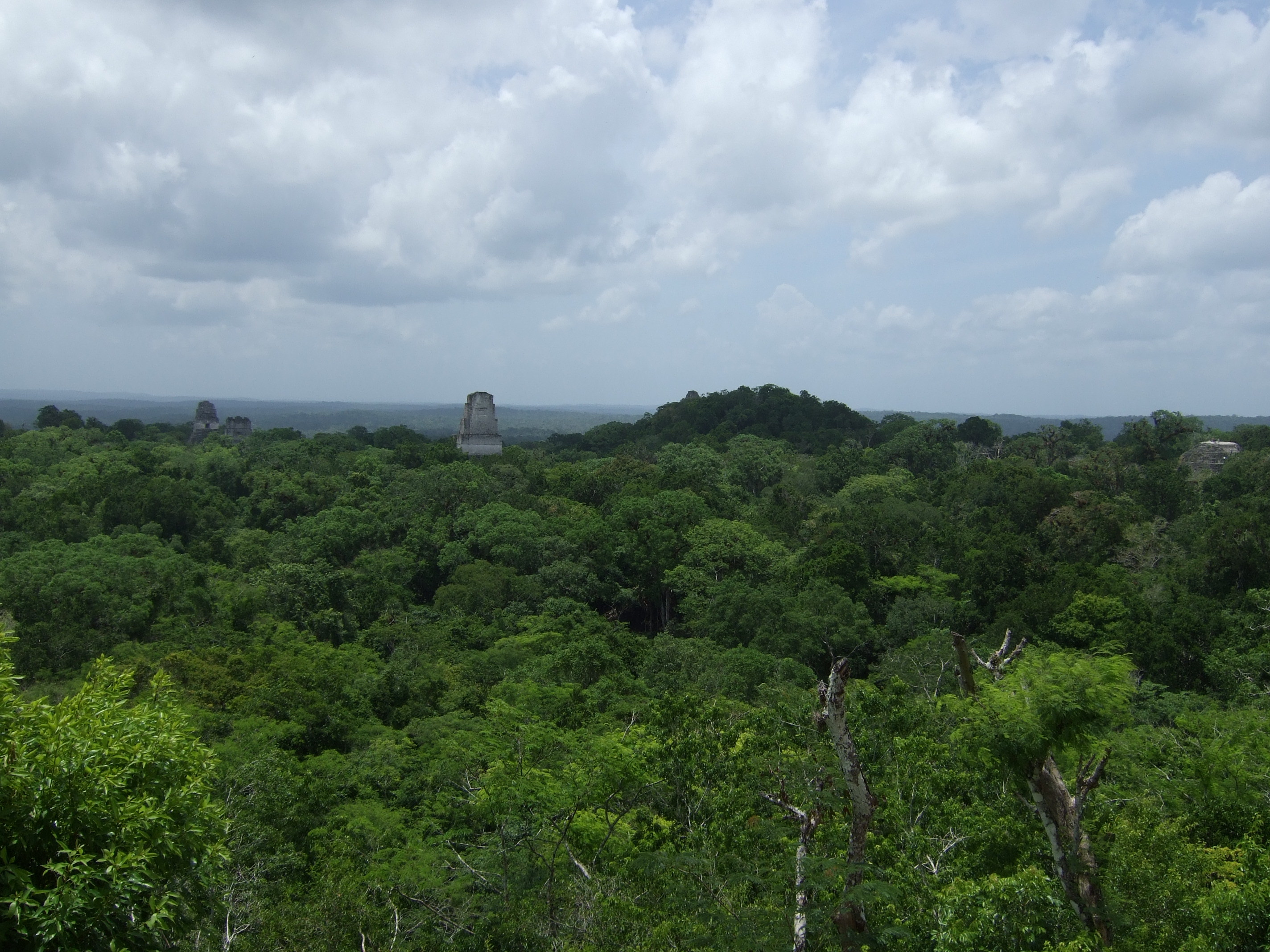

야빈 4(Yavin 4)는 영화 스타워즈 에피소드4 - 새로운 희망에서 등장한 위성이다.

## 상세
정글로 된 위성이며 오래된 문명으로 된 거대한 사원들의 유적이 있다. 영화에서 반란군 연합의 기지로 등장한다.

## 레전드 세계관
야빈 전투 이후 루크 스카이워커가 제다이 기사단을 재건하고 사원의 제다이 사원을 세운다.